# دالاس تايلور (موسيقي)
دالاس تايلور (بالإنجليزية: Dallas Taylor)‏ هو موسيقي وطبال أمريكي، ولد في 7 أبريل 1948 في دنفر في الولايات المتحدة، وتوفي في 18 يناير 2015 في لوس أنجلوس في الولايات المتحدة بسبب ذات الرئة.

## وصلات خارجية
- الموقع الرسمي
- دالاس تايلور على موقع ميوزك برينز (الإنجليزية)
- دالاس تايلور على موقع أول ميوزيك (الإنجليزية)
- دالاس تايلور على موقع ديسكوغز (الإنجليزية)